# 1327
1327 је била проста година.

## Догађаји

### Јануар
- 25. јануар — Четрнаестогодишњи Едвард III проглашен је краљем Енглеске, након што је његова мајка Изабела натерала његовог заточеног оца Едварда II на абдикацију.
- Српско-дубровачки рат (1327-1328) Млетачка влада је опозвала своје трговце из Србије.

## Смрти
- 21. септембар — Едвард II Плантагенет, енглески краљ